# 惠东站
惠东站，工程名为惠东南站，是中国广东省惠州市惠东县平山街道的高速铁路车站，位于广汕铁路上，于2023年9月26日启用。

## 沿革
本站的兴建计划最早出现在中铁第四勘察设计院于2016年8月4日发布的《新建铁路广州至汕尾客运专线环评第二次公示》上。在该份招标公告上，本站为广汕铁路在惠州设立的四个中途站之一，取代了2016年5月19日公布的《广州至汕尾客运专线地质勘察监理招标公告》中列出的惠东西站。至于该站的选址，惠东县有关方面指该站会设于平山街道范围之内，邻近广汕公路。12月，《惠州市轨道交通远景线网推荐方案示意图》公布，计划将惠州轨道交通3号线接入该站。
2017年3月11日，中铁第四勘察设计院发布《新建铁路广州至汕尾客运专线环评第二次公示（补充公示）》，基本确定本站会被设于惠东县城南部。4月初，中国铁路经济规划研究院发布征集公告，征集包括本站在内的广汕铁路新建车站设计方案。
2021年4月25日，惠州市港口航空铁路事务中心公示了《惠州市部分轨道站名命名变更方案》，将本站与厦深铁路原惠东站互换站名，以匹配车站的地理位置情况。
2023年9月26日，本站随广汕高铁开通而正式启用。

## 设计

### 站房
本站以“山海之城、时代潮头”为设计理念。站前大厅采用铝板装饰，通过融合当地的文化元素和设计美观，完成了海浪潮头的铝板造型。车站立柱等要素亦进行了装饰，包括体现惠东特色的“溪笋”和平海古城的传统建筑元素。站房建筑面积7,990.6㎡，最高可聚集800人。此外，站前广场中央设有面积为87平方米的中国工农红军灰褐色浮雕。

### 站台及配线

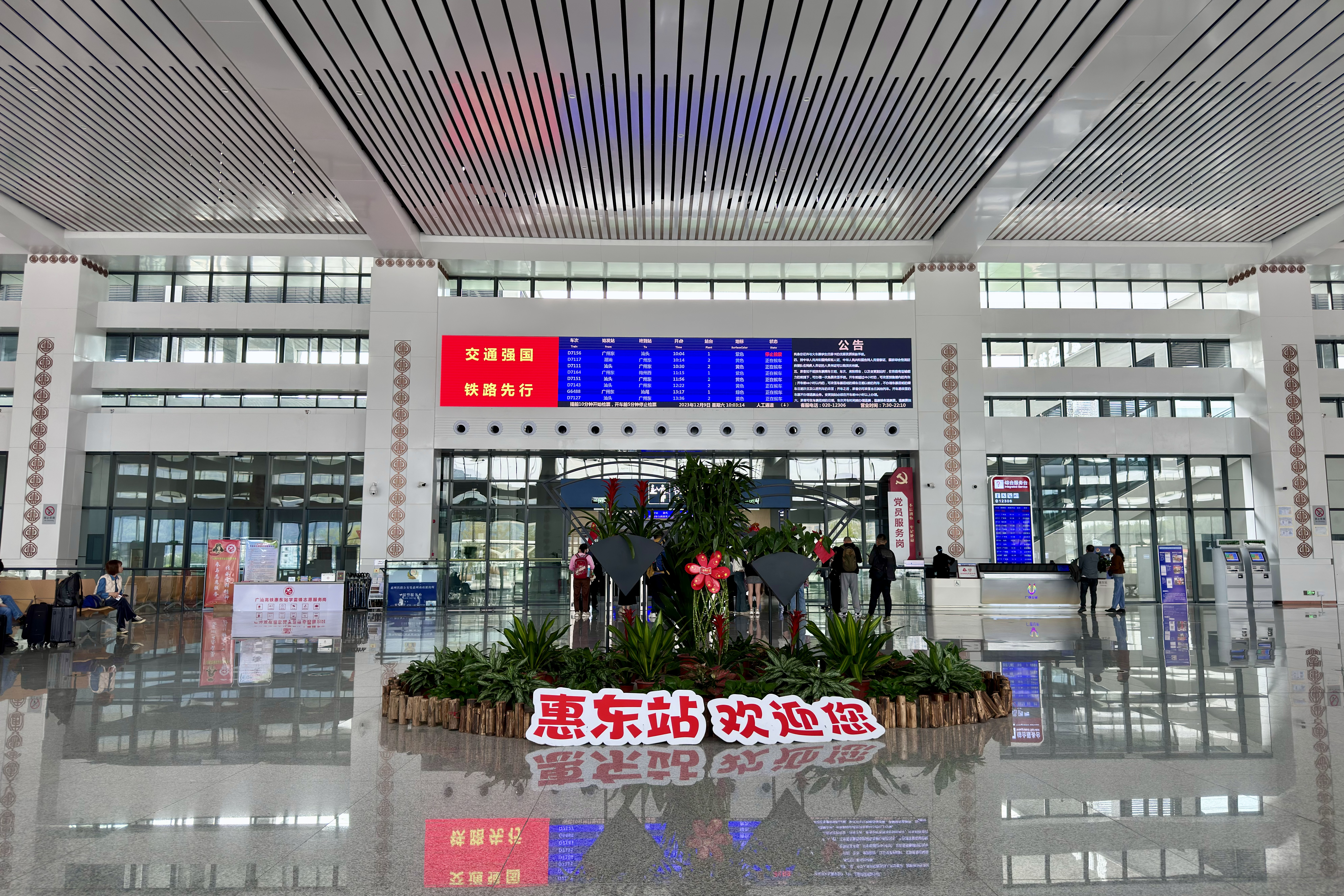
站厅
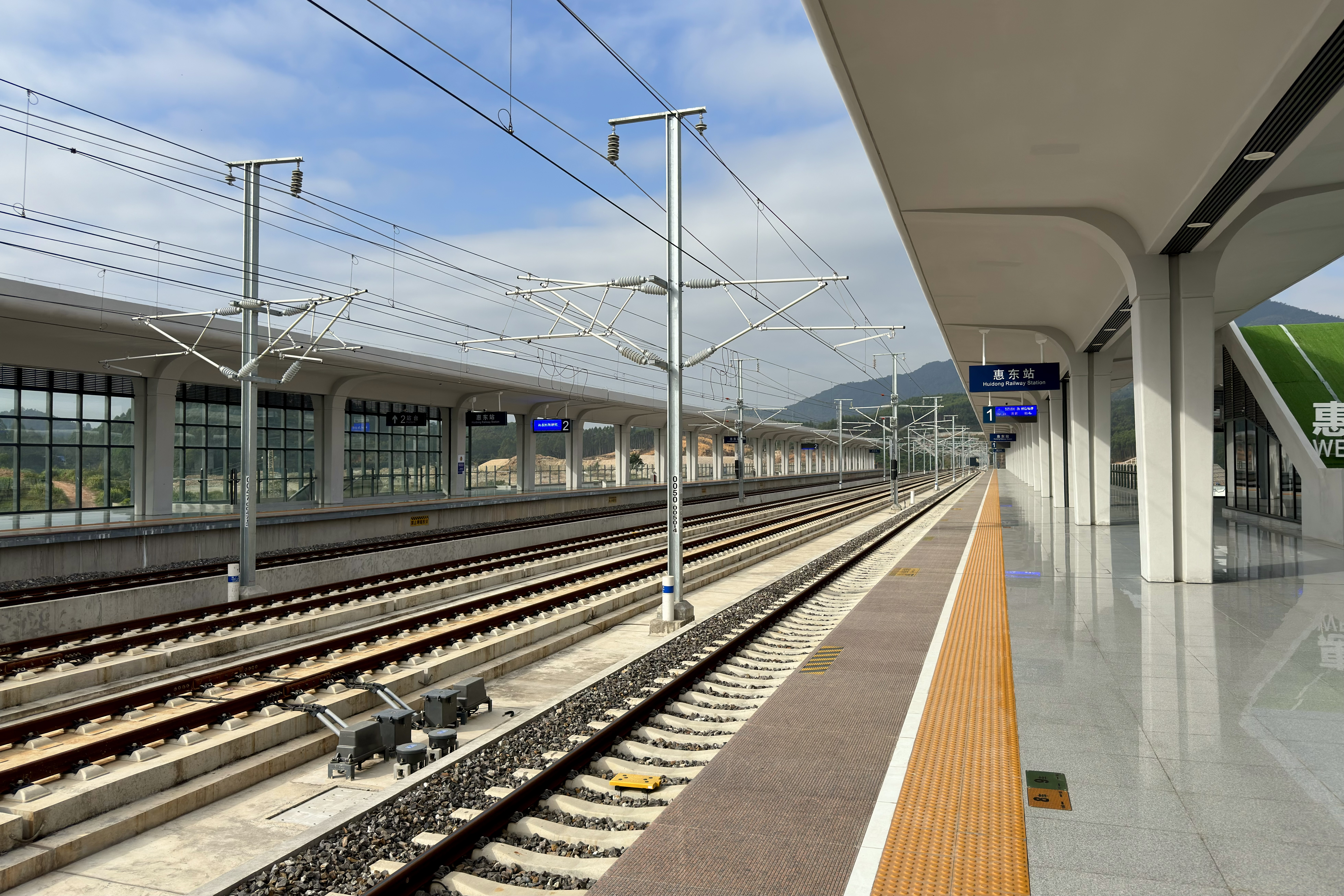
1站台

该站的轨行区为2台4线布局。
| 地上二层 | 侧式站台 | 侧式站台                          | 侧式站台 | 侧式站台 |
|          | 1站台    | 广汕高铁 汕尾方向（下站：汕尾）   |          |          |
|          |          | 广汕高铁 汕尾方向正线             |          |          |
|          |          | 广汕高铁 新塘方向正线             |          |          |
|          | 2站台    | 广汕高铁 新塘方向（下站：惠州南） |          |          |
|          | 侧式站台 |                                   |          |          |
| 地面     | 站厅     | 售票处、候车区、进站口、出站口    |          |          |

- 站厅
- 1站台